# (36142) 1999 RA173
1999 RA173 (asteroide 36142) é um asteroide da cintura principal. Possui uma excentricidade de 0.04635720 e uma inclinação de 16.56441º.
Este asteroide foi descoberto no dia 9 de setembro de 1999 por LINEAR em Socorro.